# Павлов, Иван Петрович
Ива́н Петро́вич Па́влов (14 (26) сентября 1849, Рязань — 27 февраля 1936, Ленинград) — русский и советский учёный, физиолог, создатель науки о высшей нервной деятельности, основатель физиологической школы; лауреат Нобелевской премии 1904 года «за работу по физиологии пищеварения». Академик Императорской Санкт-Петербургской академии наук (1907), действительный статский советник. Председатель Общества русских врачей памяти С. П. Боткина (1906—1913).
Наряду с Иваном Сеченовым, Николаем Введенским, Алексеем Ухтомским и их последователями заложил основу рефлекторной природы психофизиологических процессов. Известен тем, что разделил всю совокупность физиологических рефлексов на условные и безусловные, а также исследовал психофизиологию типов темперамента и свойства нервных систем, лежащие в основе поведенческих индивидуальных различий.

## Биография

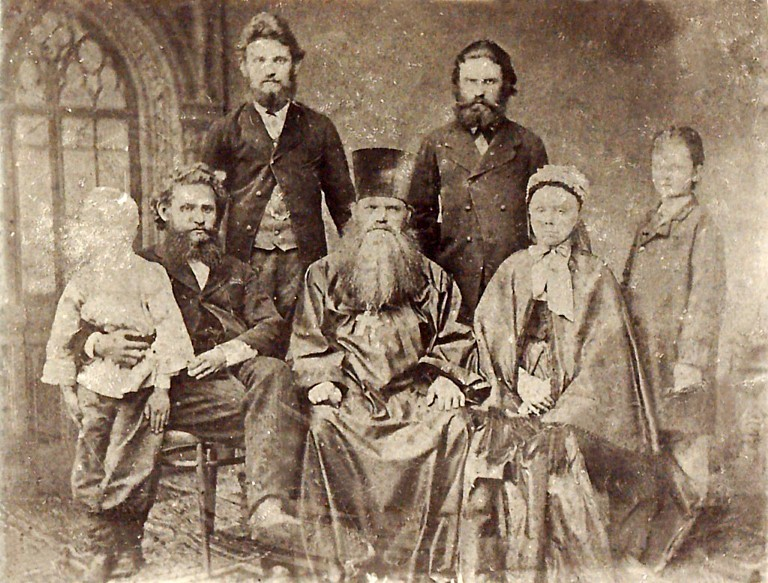
Иван Павлов, отец Пётр Дмитриевич, мать Варвара Ивановна, братья Сергей, Дмитрий, Пётр, сестра Лидия. 1870-е

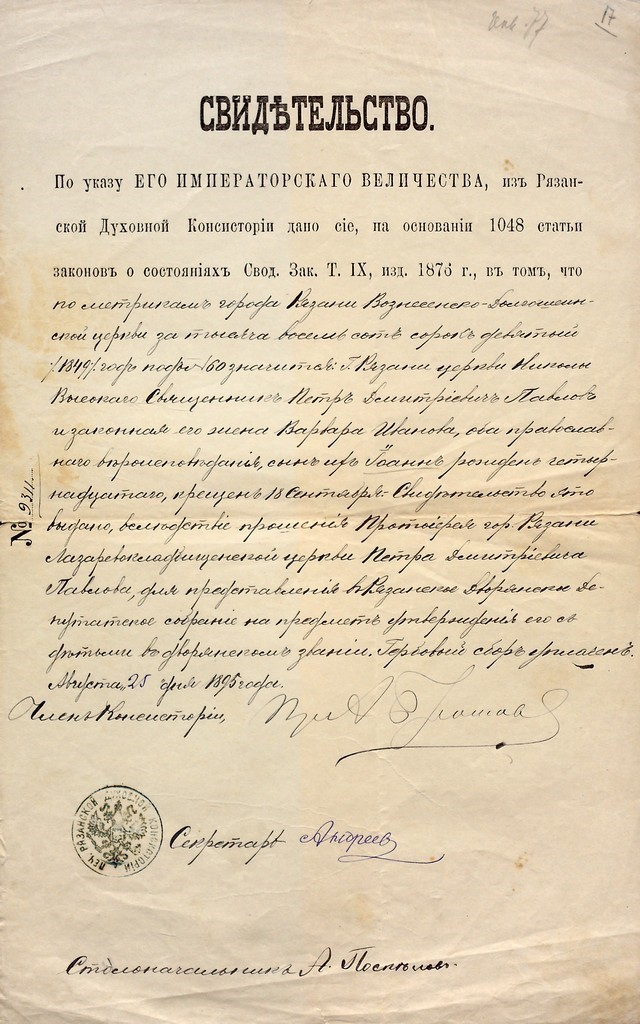
Метрическое свидетельство на дворянство Петра Павлова с детьми. 1895

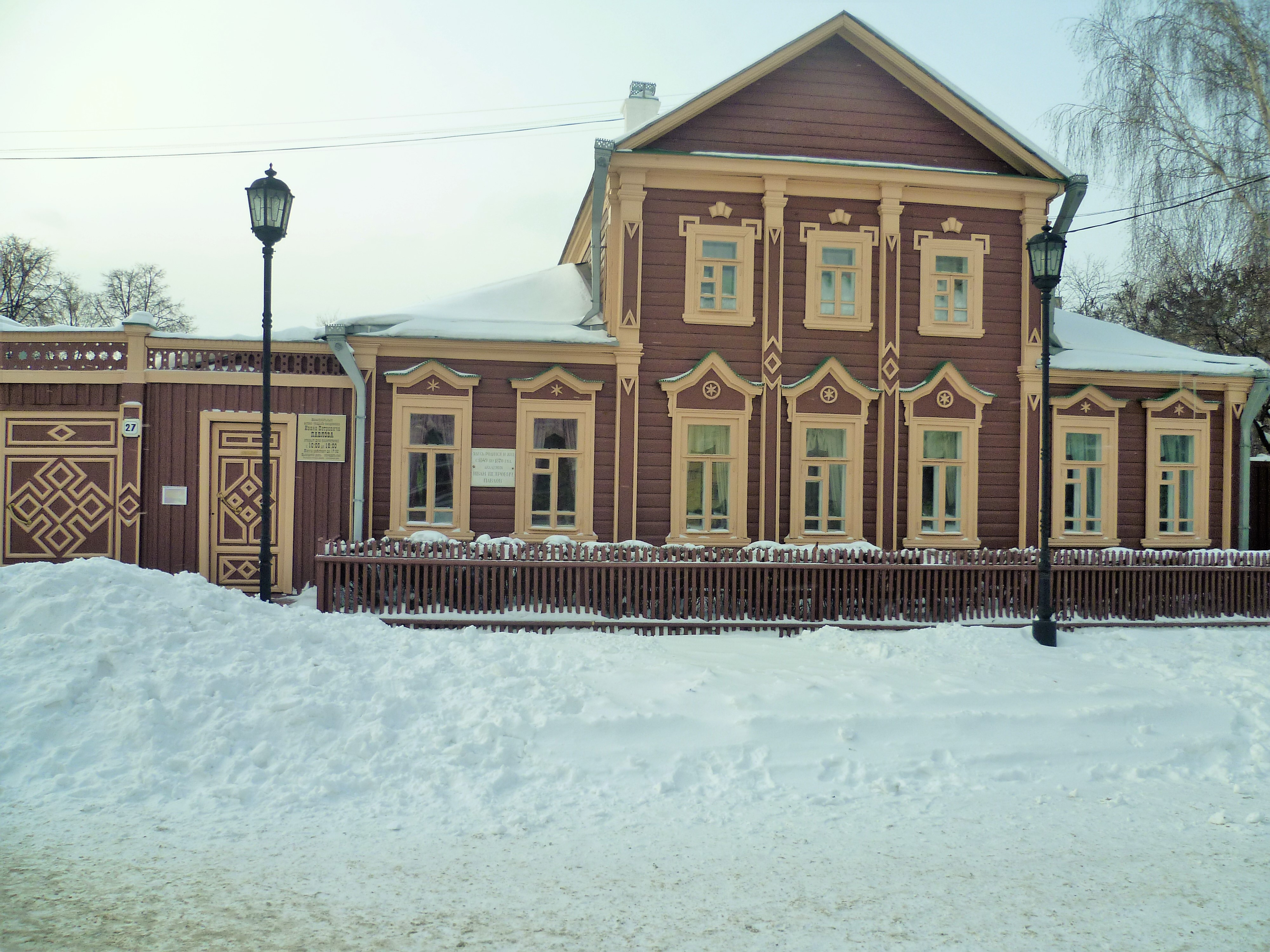
Музей-усадьба академика Павлова в Рязани (2012 год) — дом, в котором Иван Петрович прожил с 1849 по 1870 год

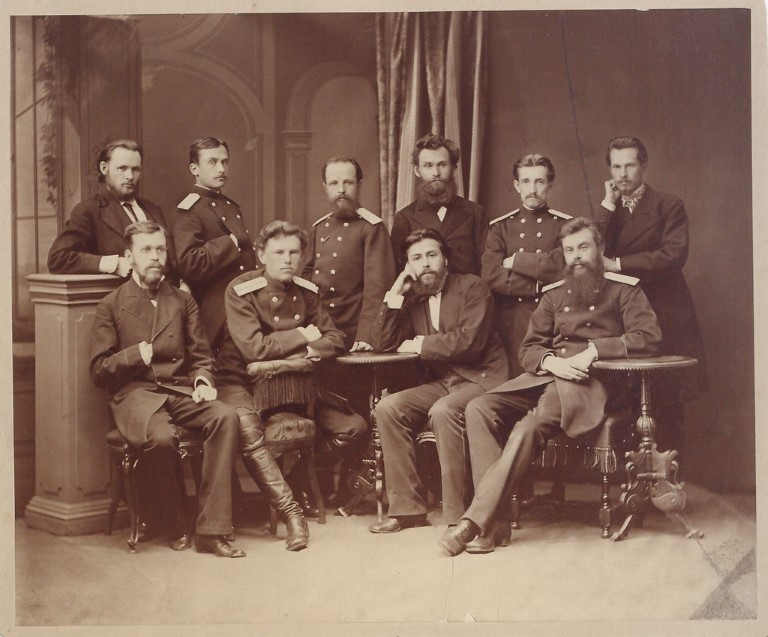
Иван Павлов (3 справа во втором ряду), врачи и преподаватели Медико-хирургической академии. 1878—1879

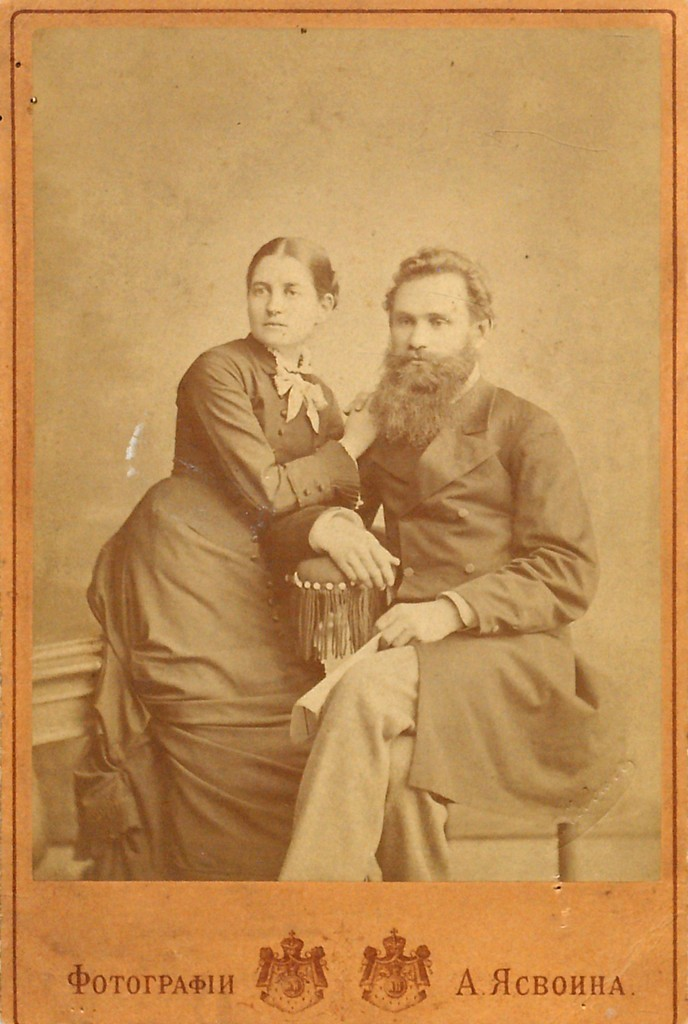
Иван Павлов и его будущая супруга Серафима. 1880

Иван Петрович родился 14 (26) сентября 1849 года в Рязани в семье священника. Предки Павлова по отцовской и материнской линиям были священнослужителями Русской православной церкви. Отец — Пётр Дмитриевич Павлов (1823—1899), мать — Варвара Ивановна (урождённая Успенская) (1826—1890).
Окончив в 1864 году рязанское духовное училище, Павлов поступил в Рязанскую духовную семинарию, о которой впоследствии вспоминал с большой теплотой. На последнем курсе семинарии он прочитал небольшую книгу «Рефлексы головного мозга» профессора Ивана Сеченова, которая перевернула всю его жизнь. В 1870 году поступил на юридический факультет Санкт-Петербургского университета (выпускники семинарии были ограничены в выборе университетских специальностей), но через 17 дней после поступления перешёл на естественное отделение физико-математического факультета, где специализировался по физиологии животных у Ильи Циона и Филиппа Овсянникова.
Павлов как последователь теории нервизма Сеченова много занимался нервной регуляцией. Самому Сеченову пришлось оставить академию, а позднее — переехать из Петербурга в Одессу, где он некоторое время работал в Новороссийском университете. Его кафедру в Медико-хирургической академии занял любимый преподаватель Павлова, ученик Карла Людвига Илья Фаддеевич Цион. Павлов не только перенял у Циона виртуозную оперативную технику, но, получив звание кандидата естественных наук в университете, собирался совместить получение своего высшего медицинского образования с работой в лаборатории Циона в МХА. Но в этот момент Цион покинул Россию. В 1875 году Павлов благодаря образованию в университете поступает сразу на 3-й курс Медико-хирургической академии (ныне — Военно-медицинская академия, ВМА), одновременно (1876—1878) работает в физиологической лаборатории другого ученика Карла Людвига — Константина Устимовича на кафедре физиологии ветеринарного отделения Медико-хирургической академии. По рекомендации Устимовича летом 1877 года Павлов отправился в Германию, где работал под руководством специалиста по пищеварению Рудольфа Гейденгайна в Бреслау (ныне — Вроцлав, Польша). По окончании курса Академии с 1878 года работал под руководством одного из своих преподавателей, ученика Клода Бернара, Сергея Боткина в лаборатории при его клинике в Медико-хирургической академии. По воспоминаниям Павлова, друг Сеченова Боткин и сам был прекрасным физиологом, и Павлов считал его одним из своих главных учителей не только как клинициста, но и как физиолога. «Сергей Петрович Боткин, — говорил Иван Павлов, — был лучшим олицетворением законного и плодотворного союза медицины и физиологии, тех двух родов человеческой деятельности, которые на наших глазах воздвигают здание науки о человеческом организме и сулят в будущем обеспечить человеку его лучшее счастье — здоровье и жизнь». Из-за интенсивной научной работы свою дипломную работу он защитил только в 1879 году, уже после окончания академии. Под руководством Сергея Боткина Павловым и Стольниковым для изучения влияния сердечных лекарств ещё до работ Старлинга и, поэтому, возможно, впервые в мире, была разработана методика с искусственным кругом кровообращения. После защиты диссертации о нервах сердца и стажировки у именитых физиологов Германии, включая самого Карла Людвига, стал заведующим этой лабораторией при клинике Боткина.
Павлов более 10 лет посвятил тому, чтобы получить фистулу (отверстие) желудочно-кишечного тракта. Сделать такую операцию было чрезвычайно трудно, так как изливавшийся из желудка сок переваривал кишечник и брюшную стенку. Иван Павлов так сшивал кожу и слизистую, вставлял металлические трубки и закрывал их пробками, что никаких эрозий не было, и он мог получать чистый пищеварительный сок на протяжении всего желудочно-кишечного тракта — от слюнной железы до толстого кишечника, что и было сделано им на сотнях экспериментальных животных. Проводил опыты с мнимым кормлением (перерезание пищевода так, чтобы пища не попадала в желудок), сделав таким образом ряд открытий в области рефлексов выделения желудочного сока. За 10 лет Павлов, по существу, заново создал современную физиологию пищеварения. В 1903 году 54-летний Павлов сделал доклад на XIV Международном медицинском конгрессе в Мадриде. В 1904 году Ивану Петровичу Павлову была вручена Нобелевская премия за исследование функций главных пищеварительных желёз — он стал первым российским Нобелевским лауреатом.
В Мадридском докладе, сделанном на русском языке, Павлов впервые сформулировал принципы физиологии высшей нервной деятельности, которой он и посвятил последующие 35 лет своей жизни. Такие понятия, как подкрепление (англ. reinforcement), безусловный и условный рефлексы (не совсем удачно переведённые на английский язык как «unconditioned» и «conditioned reflexes», вместо «conditional») стали основными понятиями науки о поведении (см. также classical conditioning).
В апреле—мае 1918 года Павлов прочитал три лекции, которые обычно объединяют общим условным названием «Об уме вообще, о русском уме в частности», в которых весьма критически анализировались особенности русской ментальности (в первую очередь — отсутствие интеллектуальной дисциплины).Источник???
Известно, что в годы Гражданской войны и военного коммунизма Павлов, терпя нищету и отсутствие финансирования научных исследований, отказался от приглашения Шведской академии наук переехать в Швецию, где ему обещали создать самые благоприятные условия для жизни и научных исследований, причём в окрестностях Стокгольма планировалось построить по желанию Павлова такой институт, какой он захочет. Павлов ответил, что из России он никуда не уедет.
Затем последовало соответствующее постановление Советского правительства за подписью Владимира Ленина, и Павлову построили институт в Колтушах, под Ленинградом, где тот и проработал до 1936 года.
В 1920-е годы Павлов поддерживал тесные отношения со своим учеником Глебом Васильевичем фон Анрепом (1889—1955), который после революции эмигрировал в Великобританию. Павлов с ним переписывался и неоднократно встречался на международных конгрессах (в частности, в 1923 году в Эдинбурге, в 1929 году в Бостоне и Нью-Хейвене); Анреп помогал ему с переводами докладов на английский язык, а в 1927 году в переводе Анрепа в Оксфорде вышла книга Павлова «Лекции о работе больших полушарий головного мозга».

### Этапы жизни
Павлов очень мало думал о материальном благополучии и до женитьбы не обращал на житейские проблемы никакого внимания. Бедность начала угнетать его только после того, как в 1881 году он женился на ростовчанке Серафиме Васильевне Карчевской. Познакомились они в Петербурге в конце 1870-х годов.

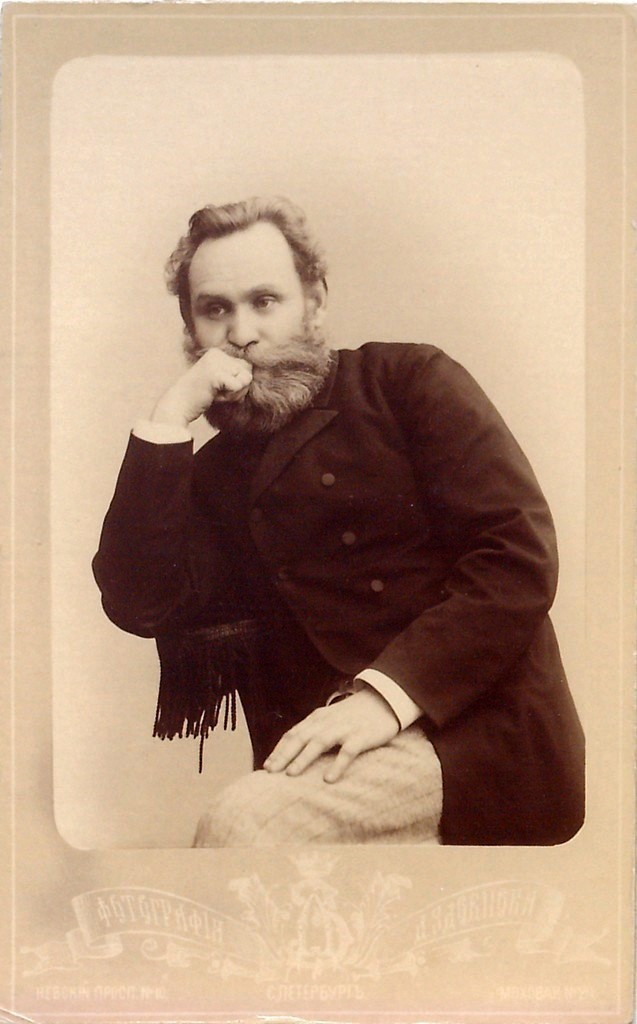
Иван Павлов. Фото около 1890 года

Серафима Карчевская родилась в семье военного врача Василия Авдеевича Карчевского, служившего на Черноморском флоте. Мать будущей жены Ивана Петровича, Серафима Андреевна Карчевская, урождённая Космина, была из старинного, но обедневшего дворянского рода. Ей удалось получить высшее педагогическое образование. Всю жизнь мать Серафимы Васильевны преподавала в гимназии, став потом её директором; вырастила пятерых детей одна, так как Василий Авдеевич довольно рано умер, оставив жену почти без средств. Дочь Серафима (домашние, а потом и Павлов, чтобы не путать с матерью, называли её Сара) решила пойти по стопам своей родительницы и отправилась в Санкт-Петербург поступать на Высшие женские педагогические курсы, которые она окончила, став учителем математики.
Серафима Васильевна преподавала в сельской школе только в течение одного учебного года, после чего вышла замуж за Ивана Павлова в 1881 году, посвятив свою жизнь заботам о доме и воспитанию четверых детей — Владимира (1884—1954), Веры (1890—1964), Виктора (1892—1919) и Всеволода (1893—1935). Родители Павлова не одобрили этот брак, так как семья Серафимы Васильевны была бедна, и к тому времени они уже подобрали для сына невесту — дочь богатого петербургского чиновника. Но Иван настоял на своём и, не получив родительского согласия, с Серафимой отправился венчаться в Ростов-на-Дону, где жила её сестра. Деньги на их свадьбу дали родственники жены. Следующие десять лет Павловы прожили очень стеснённо. Младший брат Ивана Петровича Дмитрий, работавший ассистентом у Менделеева и имевший казённую квартиру, пустил молодожёнов к себе.
В Ростове-на-Дону Павлов бывал и дважды жил по нескольку лет: в 1881 году после свадьбы и в 1887 году вместе с женой и сыном. Оба раза Павлов останавливался в одном и том же доме, по адресу: Большая Садовая ул., 97. Дом сохранился до настоящего времени. На фасаде установлена памятная доска.

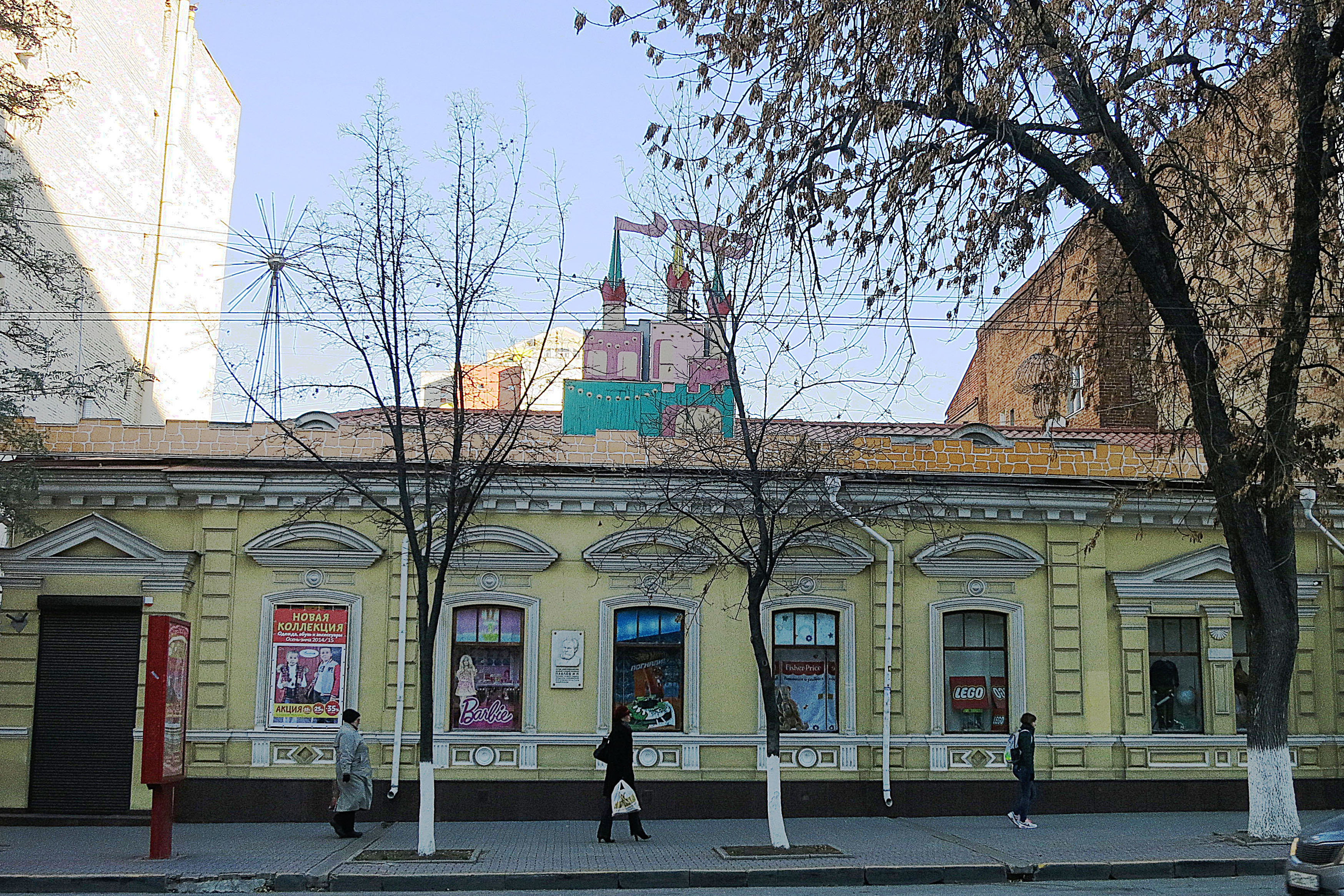
Дом в Ростове-на-Дону, Большая Садовая, 97

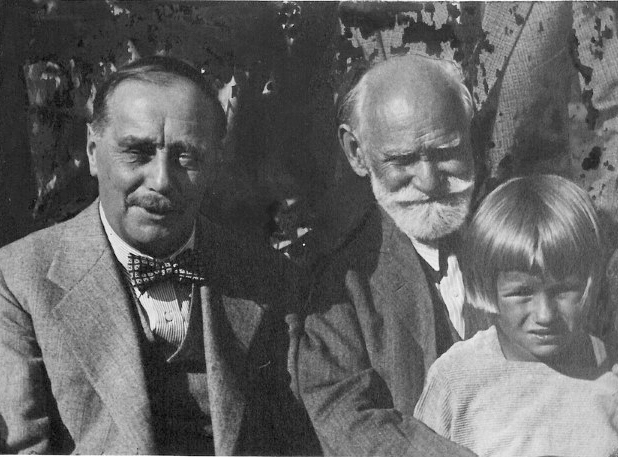
Иван Павлов, Герберт Уэллс и внучка Павлова — Милочка. 1924

В 1883 году Павлов защитил докторскую диссертацию «О центробежных нервах сердца».
В 1884—1886 годах Павлов был командирован для совершенствования знаний за границу в Бреслау и Лейпциг, где работал в лабораториях у Вильгельма Вундта, Рудольфа Гейденгайна и Карла Людвига.
В 1890 году Павлов избран профессором и заведующим кафедрой фармакологии Военно-медицинской академии, а в 1896 году — заведующим кафедрой физиологии, которой руководил до 1924 года. Одновременно (с 1890 года) Павлов — заведующий физиологической лабораторией при организованном принцем Александром Ольденбургским Институте экспериментальной медицины.

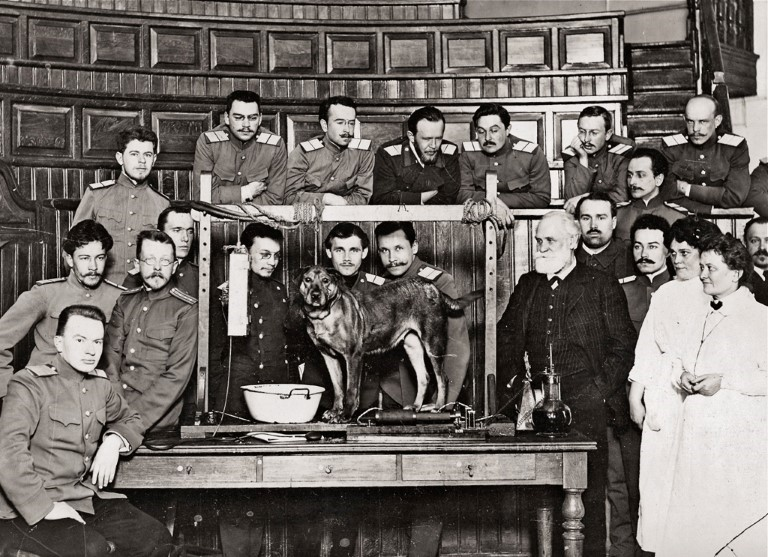
Иван Павлов на кафедре физиологии Военно-медицинской академии, 1912 год

Учёный любил отдыхать вместе с супругой в городке Силламяэ (ныне — Эстония), где с 1891 года вплоть до революции они снимали самую большую дачу на весь летний сезон — июнь, июль, август. Она находилась в местечке Тюрсамяэ во владениях А. Валдманна. По утрам Иван Петрович работает в цветнике. Он удобряет почву на клумбах, высаживает и поливает цветы, меняет песок на дорожках. Днём семья уходит по ягоды или по грибы, вечером обязательны велосипедные прогулки. В 11 часов дня Павлов собирает свою городошную компанию для игры в городки. В основную группу входят сам Павлов, профессор-технолог Дмитрий Зернов, художники Ричард Берггольц и Николай Дубовской.
К городошникам нередко присоединялись соседи — академик Андрей Фаминцын, профессор Владимир Палладин, профессор Александр Яковкин, отец и сын Строгановы, ученики Павлова — будущие академики Леон Орбели, Владимир Воячек и другие ученики, сыновья Ивана Петровича и их товарищи. Дискуссии, которые вели старшие городошники, были для молодёжи своеобразным университетом культуры.
Будучи любителем гимнастики, Павлов организовал «Общество врачей — любителей физических упражнений и велосипедной езды», где был председателем.

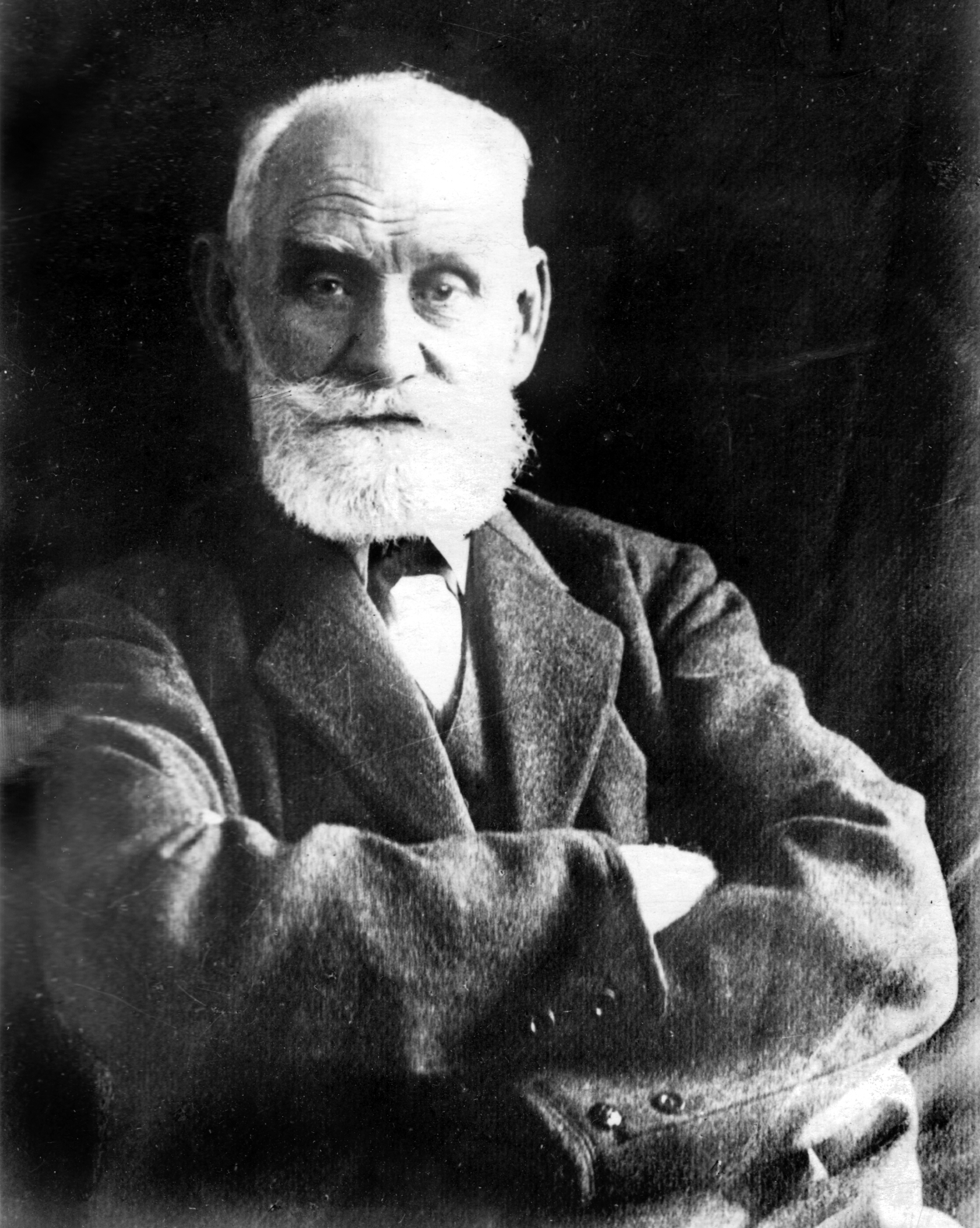
Иван Петрович Павлов в РАН

Членство в Императорской Санкт-Петербургской академии наук:
- 1901 — избран членом-корреспондентом.
- 1907 — избран действительным членом (академиком).

В 1904 году Павлову была присуждена Нобелевская премия в области медицины и физиологии за «воссоздание» истинной физиологии пищеварения.
Почётный член Московского университета (1916). Член Французской академии наук (1911), Ирландской королевской академии (1917), Леопольдины (1925).
В 1918 году Иван Павлов вместе с семьёй получил квартиру в ленинградском Доме академиков (современный адрес: Санкт-Петербурге, 7-я линия Васильевского острова, 2/1, лит. А, кв. 11). Учёный прожил здесь 18 лет, до самой смерти. Сейчас по этому адресу находится музей-квартира И. П. Павлова, а на фасаде здания укреплена мемориальная доска в память о великом физиологе.
В 1921 году СНК РСФСР издал специальный декрет за подписью Владимира Ленина о создании условий, обеспечивающих научную работу Павлова. Несмотря на идейные расхождения с большевиками, Павлов остался на родине и признавался: «Что ни делаю, постоянно думаю, что служу этим, сколько позволяют мне мои силы, прежде всего моему отечеству, нашей русской науке».
C 1925 года вплоть до конца жизни Павлов руководил Институтом физиологии АН СССР.
В 1934 году, в связи с 85-летием И. П. Павлова, А. М. Горький в переписке обращается к В. М. Молотову с предложением о праздновании юбилея Павлова, в том числе, представлении того к почётным званиям, а также с предложением о выделении «ему [Павлову] рублей на сто в месяц бонов Торгсина» (переписка А. М. Горького с членами советского правительства была опубликована в 1989—1990 гг.).
В 1935 году на 15‑м Международном конгрессе физиологов Иван Петрович был увенчан почётным званием «старейшины физиологов мира». Ни до, ни после него ни один биолог не удостаивался такой чести. На приёме, устроенном советским правительством для делегации этого конгресса, Павлов сказал: «…Мы, руководители научных учреждений, находимся прямо в тревоге и беспокойстве по поводу того, будем ли мы в состоянии оправдать все те средства, которые нам представляет правительство». О высоком чувстве ответственности перед Родиной говорил учёный и в своём письме к молодёжи, написанном незадолго до своей кончины.

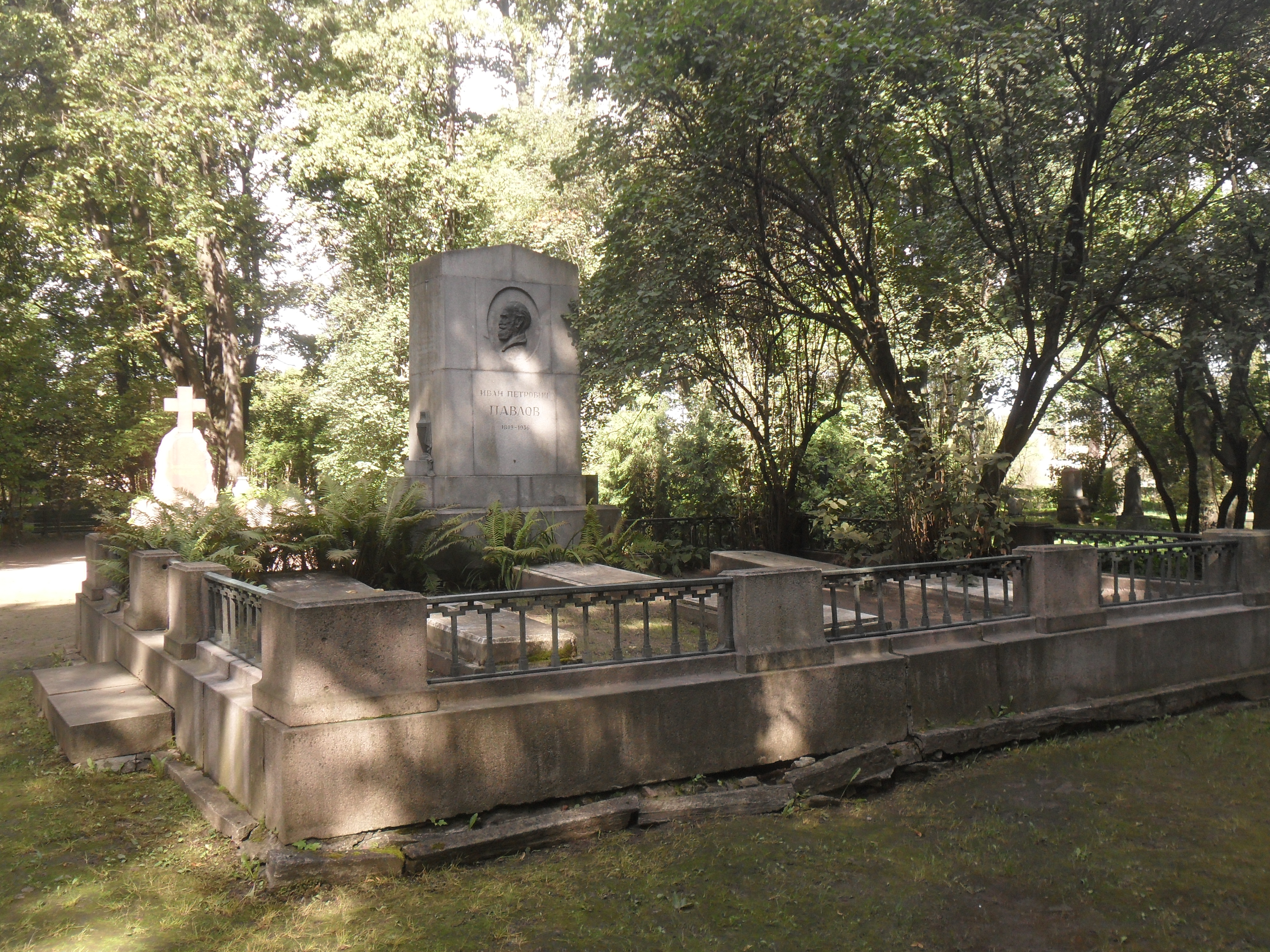
Могила Павлова на Литераторских мостках в Санкт-Петербурге

Академик Иван Петрович Павлов скончался 27 февраля 1936 года в Ленинграде. В качестве причины смерти указывается пневмония. Отпевание по православному обряду, согласно его завещанию, было совершено в церкви святого Иоанна Кронштадтского в Колтушах, после чего в Таврическом дворце состоялась церемония прощания. У гроба был установлен почётный караул из научных работников вузов, втузов, научных институтов, членов пленума Академии и других. Похоронен Иван Петрович на мемориальном кладбище Литераторские Мостки.

## Награды
- Медаль Котениуса (1903 год)
- Нобелевская премия (1904 год)
- Медаль Бали (1905)
- Медаль Копли (1915 год)
- Крунианская лекция (1928 год)

## Семья
Состав семьи:
Жена — Серафима Васильевна Карчевская (Павлова) (1859—1947), педагог-математик.
Сын Владимир (род. в 1882), умер во младенчестве.
Сын Владимир (1884—1954), физик; часто сопровождал отца в зарубежных командировках, выступая его переводчиком.
Дочь Вера (1890—1964), физиолог, биолог, первый директор и хранитель Мемориального музея-квартиры И. П. Павлова.
Сын Виктор (1892—1919), гистолог, умер от сыпного тифа.
Сын Всеволод (1893—1935, октябрь), военный, юрист, лингвист, лермонтовед; личный штатный секретарь И. П. Павлова, помогал отцу с переводами статей и писем, сопровождал его в зарубежных поездках в качестве переводчика. Скончался от рака поджелудочной железы.
Внуки (дети старшего сына Владимира):
- Людмила (1928—2016[34]), в замужестве Балмасова, имела двоих детей (Владимир Анатольевич, 1956 г. р.; Марина Анатольевна, 1957 г. р.) и двоих внуков (Егор Владимирович, 1978 г. р., и Олег Владимирович, 1981 г. р.) Балмасовы, проживают в Санкт-Петербурге.
- Мария (1930—2021[35]), в замужестве Соколова; работала детским психиатром, лечила детей, перенёсших насилие; жила в Москве. Её дочь — художница Екатерина Михайловна Соколова-Зызак — и внучка Мария Зызак постоянно живут в Польше.
- Иван (1940), проживает в Санкт-Петербурге.

Братья и сёстры И. П. Павлова:
- Братья: Дмитрий (1851—1903), профессор в области химии, ученик Дмитрия Менделеева, жил в Новой Александрии, преподавал в Новоалександрийском институте сельского хозяйства и лесоводства; Пётр (1853—1877), зоолог, погиб на охоте; Сергей (1864—1919), священник; Николай (1854), Николай (1857), Константин (1859), Николай (1868) — умерли в раннем детстве.
- Сёстры: Елена (1862), умерла в раннем детстве; Лидия (1874—1945), в браке Андреева, мать четверых детей.

## Научный вклад

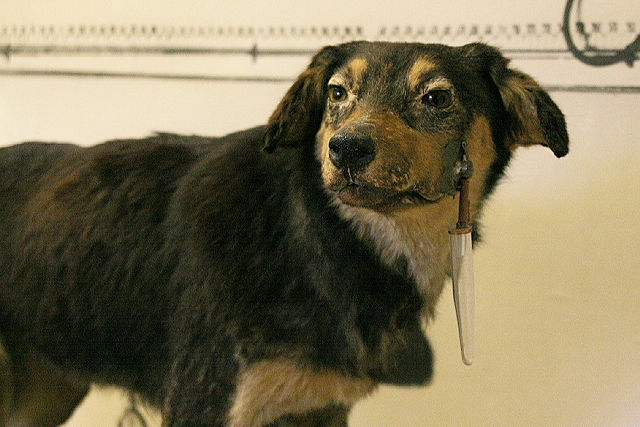
Одна из подопытных собак Павлова.
Экспонат Музея Павлова в Рязани. 2005 год

- Доказал физиологическую основу психики (в экспериментах с условными рефлексами)[36][37];
- Разработал учение о темпераментах (на основе свойств нервной системы); к учению о темпераментах добавляет разделение людей на мыслительный, художественный и средний типы;
- Оказал огромное влияние на объективный, количественно измеримый подход физиологических процессов организма в бихевиоризме, рефлексологии, условно-рефлекторной терапии;
- Ввёл понятие второй сигнальной системы (речь), посредством которой (словом) можно воздействовать в лечебных оздоровительных целях на первую сигнальную систему (ощущения);
- Доказал влияние коры головного мозга на работу внутренних органов и их заболевания (кортико-висцеральная теория Константина Быкова), предпосылки психосоматики[38];
- Учение об экспериментальных неврозах (срывах) (см: Обсессия#Теория И. П. Павлова и его последователей): об их возникновении (перенапряжение НС) и угасании (отдых, устранение отрицательных раздражителей); а также некоторых психических заболеваниях (охранительное торможение, патологическое растормаживание-возбуждение; симптом Павлова)[39][40][41];
- Совместно с Марией Петровой разрабатывает успокаивающую смесь на основе брома и кофеина с обязательным учётом дозировки исходя из особенностей НС пациента (впоследствии — «Микстура Павлова»)[42][43];
- На основе метода мнимого кормления получил натуральный желудочный сок, использующийся как лекарство для пищеварения[44];
- Научно обосновал пользу терапии сном (сонная терапия) на основе открытия охранительной и целебной роли торможения, также описал физиологию внушения и гипноза[45][46];
- Разработал и усовершенствовал хирургические методы исследования функций организма для экспериментов: «Павловский изолированный желудочек», «Экк-Павловские фистулы» и др.[47];
- Выдающиеся исследования о работе главных пищеварительных желёз («воссоздание» истинной физиологии пищеварения);
- Исследования по физиологии кровообращения, ставшие классическими;
- Ввёл понятия «рефлекс цели» (поощрял коллекционирование, хобби); понятие «рефлекс свободы» (указывал на решающую роль баланса свободы (возбуждения) и дисциплины (торможения) в воспитании);
- Выступал с критическими лекциями о субъективности психологов[48][49][50]; с публичными критическими лекциями о характеристике русского ума (ментальности); с лекциями о нравственном наставлении молодёжи[51][52][53].

## Советская идеологизация
После смерти Павлов был превращён в символ советской науки, его научный подвиг рассматривался и как подвиг идеологический (в чём-то «школа Павлова», или учение Павлова, стала идеологическим феноменом). Под лозунгом «защиты павловского наследия» была проведена в 1950 году так называемая «Павловская сессия» АН СССР и АМН СССР (организаторы — Константин Быков, Анатолий Иванов-Смоленский), на которой подверглись гонениям ведущие физиологи страны. Такая политика, однако, находилась в резком противоречии с собственными взглядами Павлова (см., например, его цитаты, приведённые ниже).

## Общественная позиция
Цитаты Ивана Павлова:
- «…я был, есть и останусь русским человеком, сыном Родины, её жизнью прежде всего интересуюсь, её интересами живу, её достоинством укрепляю своё достоинство»[54].
- «Мы жили и живём под неослабевающим режимом террора и насилия. <…> Я всего более вижу сходства нашей жизни с жизнью древних азиатских деспотий. Пощадите же родину и нас»[55].
- «Наука движется толчками в зависимости от успехов, делаемых методикой»[56].

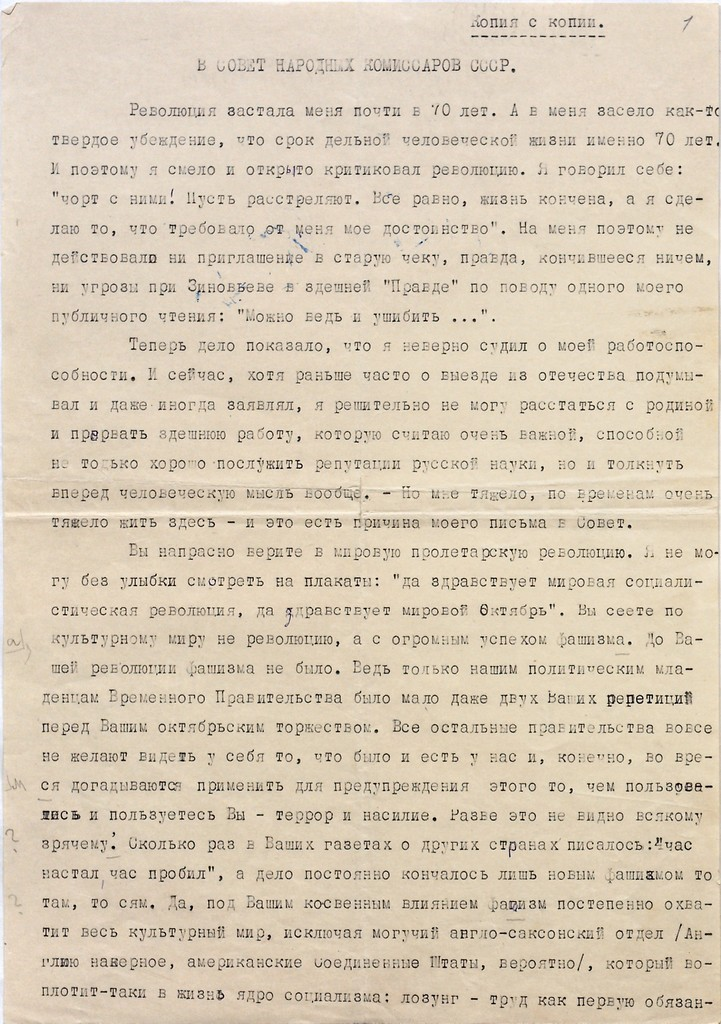
Письмо академика Ивана Павлова в СНК СССР о своих политических взглядах (1-й лист). 1934 год

- Из выступления Ивана Павлова в декабре 1929 года в Первом Медицинском институте в Ленинграде по случаю 100-летия со дня рождения Ивана Сеченова[57]:

Введён в Устав Академии [наук] параграф, что вся работа должна вестись на платформе учения Маркса и Энгельса — разве это не величайшее насилие над научной мыслью? Чем это отличает от средневековой инквизиции? <…> Нам приказывают (!) в члены Высшего учёного учреждения избирать людей, которых мы по совести не можем признать за учёных. <…> Прежняя интеллигенция частию истребляется, частию и развращается. <…> Мы живём в обществе, где государство — всё, а человек — ничто, а такое общество не имеет будущего, несмотря ни на какие Волховстрои и Днепрогэсы».
- Из письма министру здравоохранения РСФСР Григорию Каминскому от 10 октября 1934 года[60]:

К сожалению, я чувствую себя по отношению к Вашей революции почти прямо противоположно Вам. Меня она очень тревожит… Многолетний террор и безудержное своеволие власти превращает нашу азиатскую натуру в позорно рабскую ... Недоедание и повторяющееся голодание в массе населения с их непременными спутниками — повсеместными эпидемиями подрывает силы народа.
- Из письма в адрес СНК от 21 декабря 1934 года[61]:

Вы напрасно верите в мировую революцию. Вы сеете по культурному миру не революцию, а с огромным успехом фашизм. До Вашей революции фашизма не было ... мне тяжело не от того, что мировой фашизм попридержит на известный срок темп естественного человеческого прогресса, а от того, что делается у нас, и что, по моему мнению, грозит серьёзной опасностью моей Родине.
- О вивисекции (цитата по книге Александра Поповского[62][63][64]):

Когда я приступаю к опыту, связанному в конце с гибелью животного, я испытываю тяжёлое чувство сожаления, что прерываю ликующую жизнь, что являюсь палачом живого существа. Когда я режу, разрушаю живое животное, я глушу в себе едкий упрёк, что грубой, невежественной рукой ломаю невыразимо художественный механизм. Но переношу это в интересах истины, для пользы людям.
- О религии:

Человеческий ум ищет причину всего происходящего, и когда он доходит до последней причины, — это есть Бог. В своём стремлении искать причину всего он доходит до Бога. Но сам я не верю в Бога, я неверующий.
Я… сам рационалист до мозга костей и с религией покончил… Я ведь сын священника, вырос в религиозной среде, однако, когда я в 15-16 лет стал читать разные книги и встретился с этим вопросом, я переделался и мне это было легко… Человек сам должен выбросить мысль о Боге.
Надо раньше просветить народ, дать ему грамотность, образование, и вера сама ослабнет. А разрушать веру в Бога, не заменив её ничем, нельзя… Вот так, молодой человек. А в церковь я не хожу и в Бога не верю.

## Коллекционирование
Иван Павлов коллекционировал жуков и бабочек, растения, книги, почтовые марки и произведения русской живописи. И. С. Розенталь вспоминал рассказ Павлова, случившийся 31 марта 1928 года:

Первое моё коллекционирование началось с бабочек и растений. Следующим было коллекционирование марок и картин. И наконец вся страсть перешла к науке… И теперь я не могу равнодушно пройти мимо растения или бабочки, в особенности, мне хорошо знакомых, чтобы не подержать в руках, не рассмотреть со всех сторон, не погладить, не полюбоваться. И всё это вызывает у меня приятное впечатление.
В середине 1890-х годов в столовой Павлова можно было видеть несколько полок, вывешенных на стене, с образцами пойманных им бабочек. Приезжая в Рязань к отцу, он много времени уделял охоте на насекомых. Кроме того, по его просьбе из различных врачебных экспедиций ему привозились различные туземные бабочки. Подаренную на его день рождения бабочку с Мадагаскара Павлов поместил в центре своей коллекции. Не довольствуясь этими способами пополнения коллекции, сам выращивал бабочек из собранных с помощью мальчишек гусениц.
Если коллекционировать бабочек и растения Павлов начал ещё в юности, то начало собирания почтовых марок неизвестно. Однако филателия стала не меньшей страстью; однажды, ещё в дореволюционное время, во время посещения Института экспериментальной медицины сиамским принцем, Павлов посетовал, что в его марочной коллекции не хватает сиамских марок, и через несколько дней её уже украшала серия марок сиамского государства. Для пополнения коллекции были задействованы все знакомые, получавшие почтовую корреспонденцию из-за границы.
Своеобразным было коллекционирование книг: в день рождения каждому из шести членов семьи в подарок покупалось собрание сочинений какого-либо писателя.
Началу коллекции картин Ивана Павлова положила покупка в 1898 году у вдовы Николая Ярошенко написанного этим художником портрета пятилетнего сына Павлова Володи. Вторая картина, написанная Николаем Дубовским, изображавшая вечернее море в Силламягах с горящим костром, была подарена автором, и благодаря ей у Павлова появился большой интерес к живописи. Однако коллекция долгое время не пополнялась; только в революционные времена 1917 года, когда некоторые коллекционеры стали продавать имевшиеся у них картины, Павлов собрал превосходную коллекцию. В ней были картины Репина, Сурикова, Левитана, Виктора Васнецова, Семирадского и других. По рассказу Михаила Нестерова, с которым Павлов сошёлся в 1931 году при написании своего портрета, в собрании картин Павлова были произведения Лебедева, Маковского, Берггольца, Сергеева. В настоящее время частично коллекция представлена в музее-квартире Павлова на Васильевском острове. Живопись Павлов понимал по-своему, наделяя автора картины мыслями и замыслами, которых тот, может быть, и не имел; часто, увлёкшись, он начинал уже говорить о том, что он сам вложил бы в неё, а не о том, что он сам в действительности видел.

## Увековечивание памяти об учёном

### Награды имени И. П. Павлова

Памятная доска в Ростове-на-Дону

Первой наградой имени великого учёного стала премия имени И. П. Павлова, учреждённая АН СССР в 1934 году и присуждавшаяся за лучшую научную работу в области физиологии. Первым её лауреатом в 1937 году стал Леон Орбели, один из лучших учеников Ивана Петровича, его единомышленник и сподвижник.
В 1949 году в связи со 100-летием со дня рождения учёного АН СССР учреждена золотая медаль имени И. П. Павлова, которая присуждается за совокупность работ по развитию учения Ивана Петровича Павлова. Её особенность в том, что работы, ранее удостоенные государственной премии, а также именных государственных премий, на соискание золотой медали имени И. П. Павлова не принимаются. То есть выполненная работа должна быть действительно новой и выдающейся. Впервые этой награды был удостоен в 1950 году Константин Быков за успешное, плодотворное развитие наследия Ивана Павлова.
В 1974 году к 125-летию со дня рождения великого учёного была изготовлена Памятная медаль.
Существует медаль И. П. Павлова Ленинградского физиологического общества.
В 1998 году в преддверии 150-летия со дня рождения И. П. Павлова общественная организация «Российская академия естественных наук» учредила серебряную медаль имени И. П. Павлова «За развитие медицины и здравоохранения».
В память об академике Павлове в Ленинграде проводились Павловские чтения.
- Премия Правительства Санкт-Петербурга за выдающиеся научные результаты в области науки и техники: в номинации физиология и медицина — премия имени И. П. Павлова.

Именем Павлова были названы:
- Астероид (1007) Павловия, открытый в 1923 году советским астрономом Владимиром Альбицким;
- Кратер на обратной стороне Луны;
- Физиологический отдел Института экспериментальной медицины (Санкт-Петербург), которым Иван Петрович Павлов руководил в течение 45 лет, с 1890 по 1936 год, и где выполнял свои основные исследования по пищеварению и условным рефлексам.
- Санкт-Петербургский государственный медицинский университет;
- Психиатрическая больница в Санкт-Петербурге на Васильевском острове (клиника неврозов);
- Станция метро в Праге;
- Станция метро в Харькове;
- Санаторий имени И. П. Павлова в Ессентуках;
- село Павлово во Всеволожском районе Ленинградской области;
- Институт физиологии РАН в Санкт-Петербурге (ранее — Физиологический институт имени И. П. Павлова АН СССР);
- Российское физиологическое общество;
- Санкт-Петербургский общественный фонд «Фонд имени академика И. П. Павлова»;
- Журнал высшей нервной деятельности имени И. П. Павлова;
- Рязанский государственный медицинский университет;
- Самаркандский государственный медицинский институт;
- Медицинский университет в Пловдиве (Болгария) (вторая в стране высшая медицинская академия) в период с 1945 по 2001 год;
- Самолёт A320-214 авиакомпании Аэрофлот под регистрационным номером VQ-BEH[74];
- Советский грузовой пароход «Академик Павлов» (номер ИМО 5006554), изначально построенный в 1919 году в США под названием «Winona» и переименованный после передачи СССР по ленд-лизу в 1944 году. Прослужил до 1973 года[75];
- Улица Павлова в Москве, Харькове и множество улиц бывшего СССР.

## Галерея

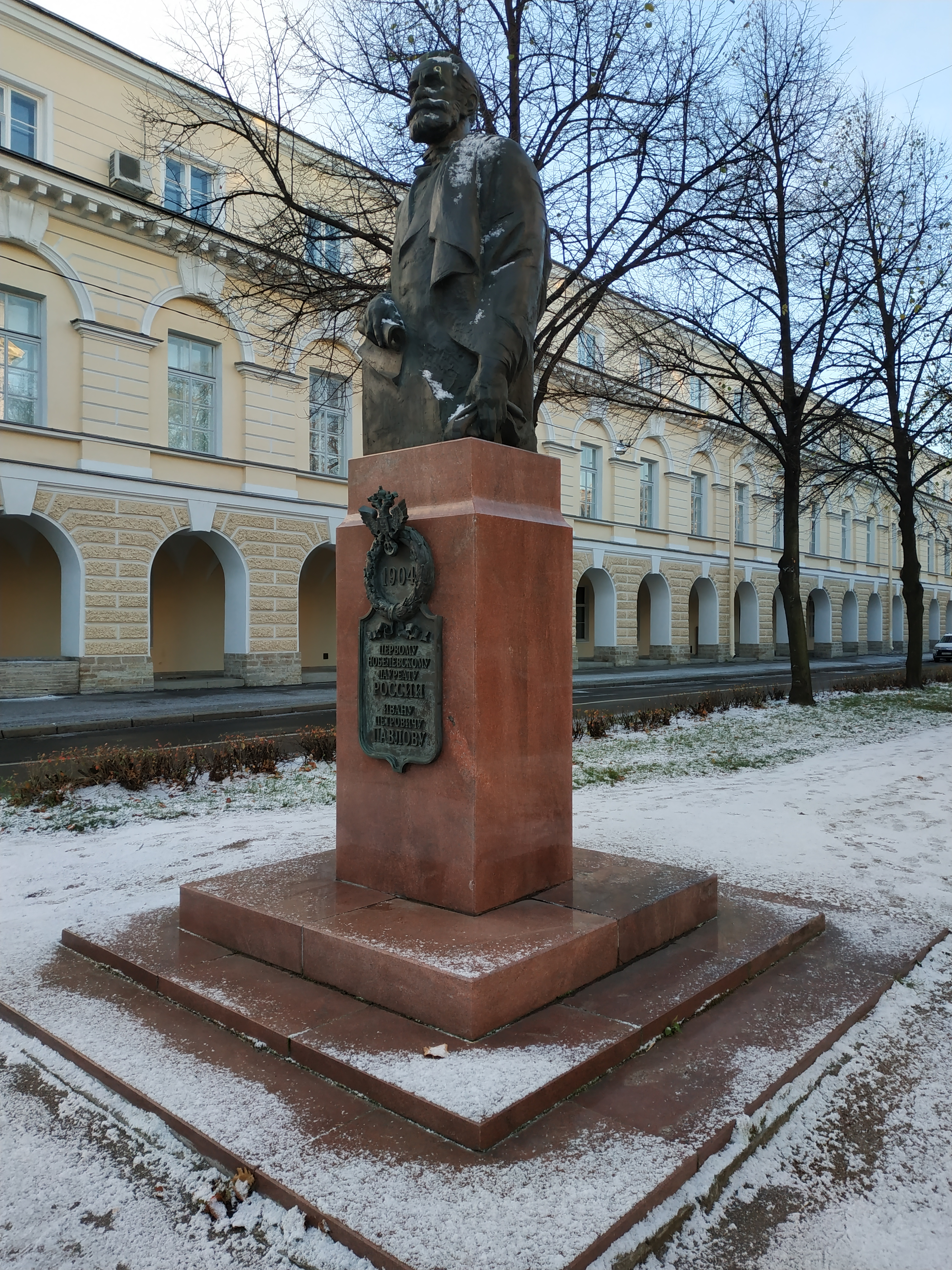
Памятник в Санкт-Петербурге
Памятник в Рязани
Памятник в Светлогорске
Памятник в Сухуме
Памятник-бюст в Туапсе
Памятник-бюст в Горячем Ключе
Памятник-бюст в Ялте
Памятник на Аллее учёных МГУ. Скульптор М. Г. Манизер
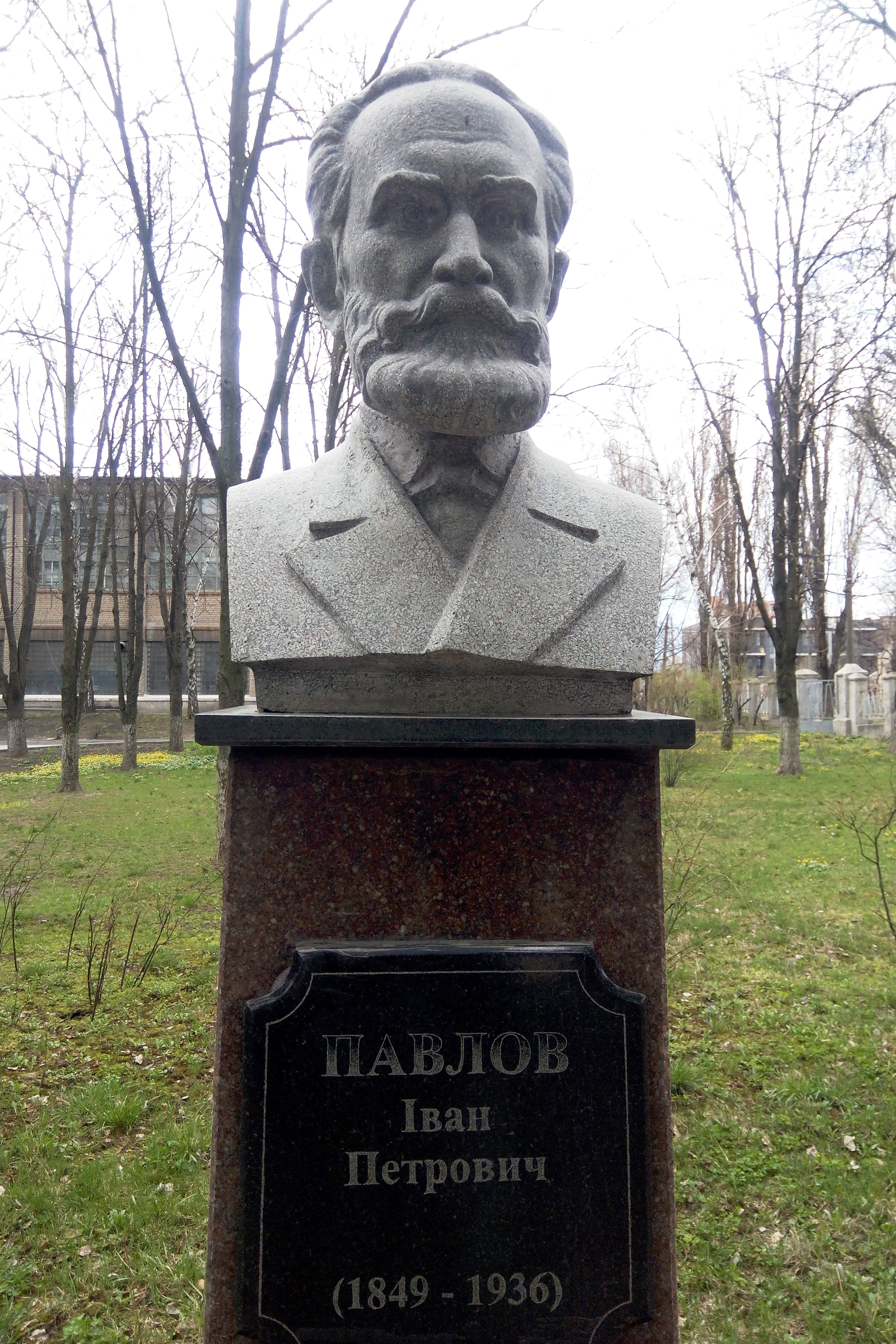
Бюст на Аллее учёных медицинской академии в Днепре
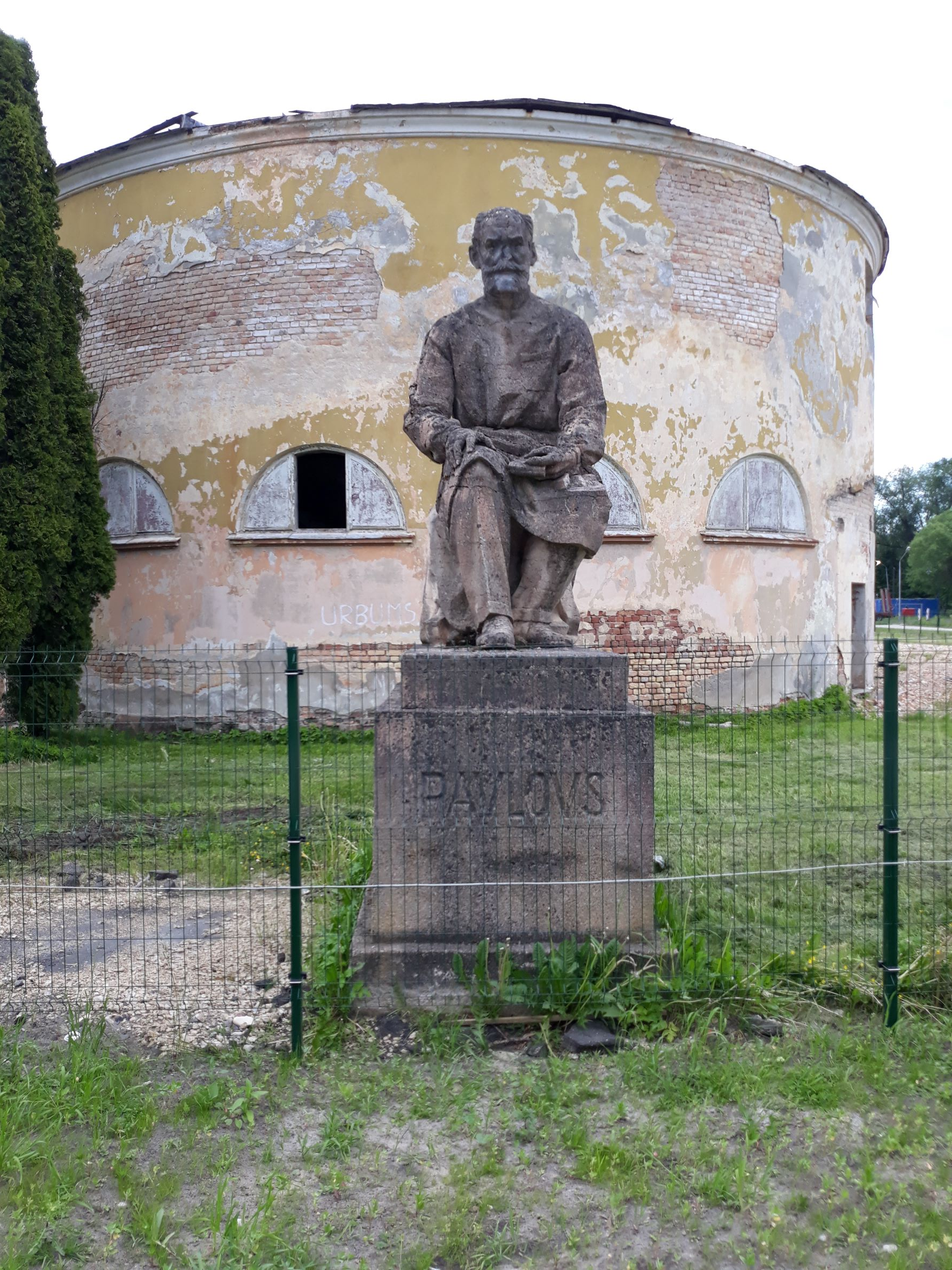
Памятник на территории санатория «Кемери» (Латвия)
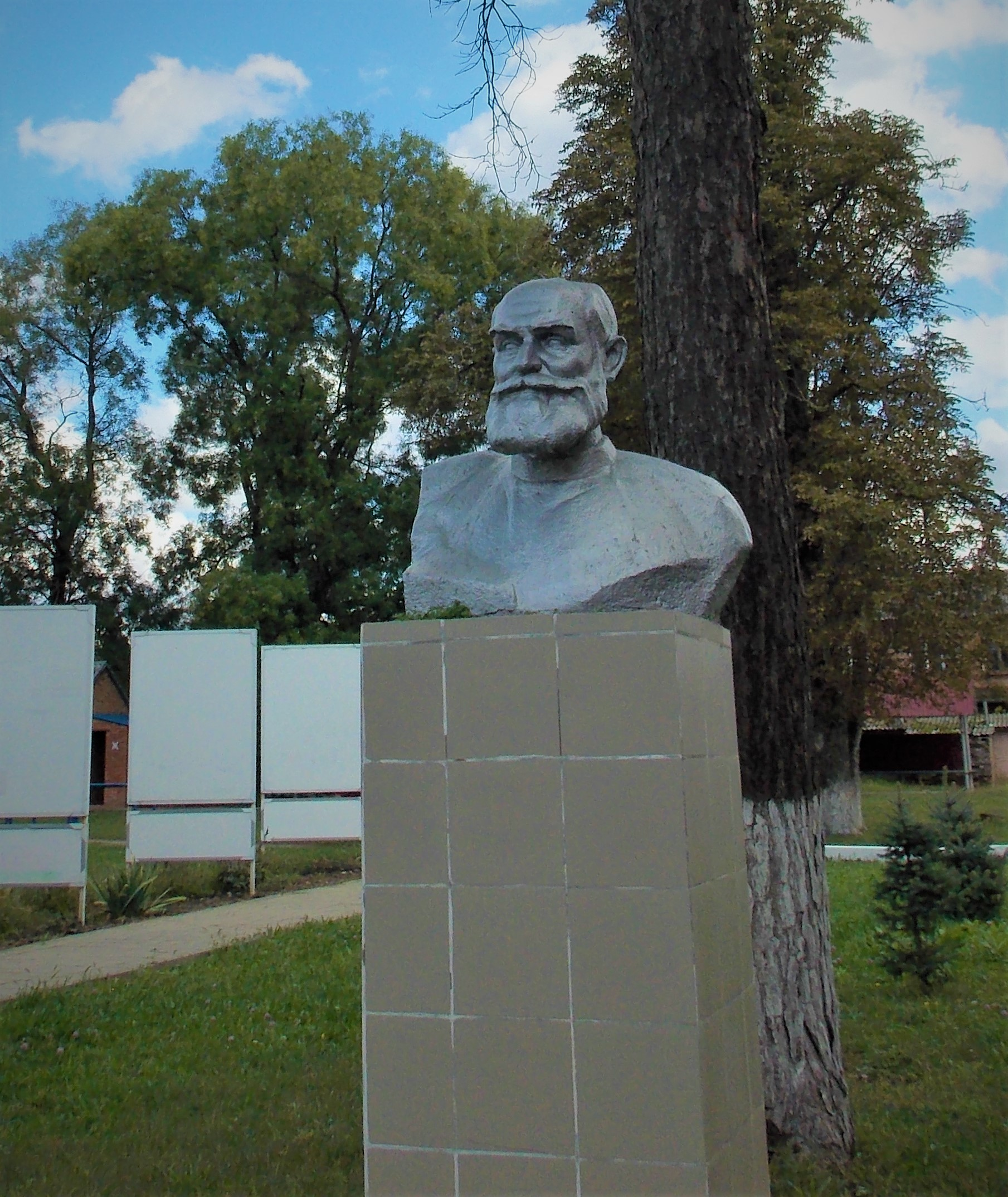
Памятник-бюст в Венцах
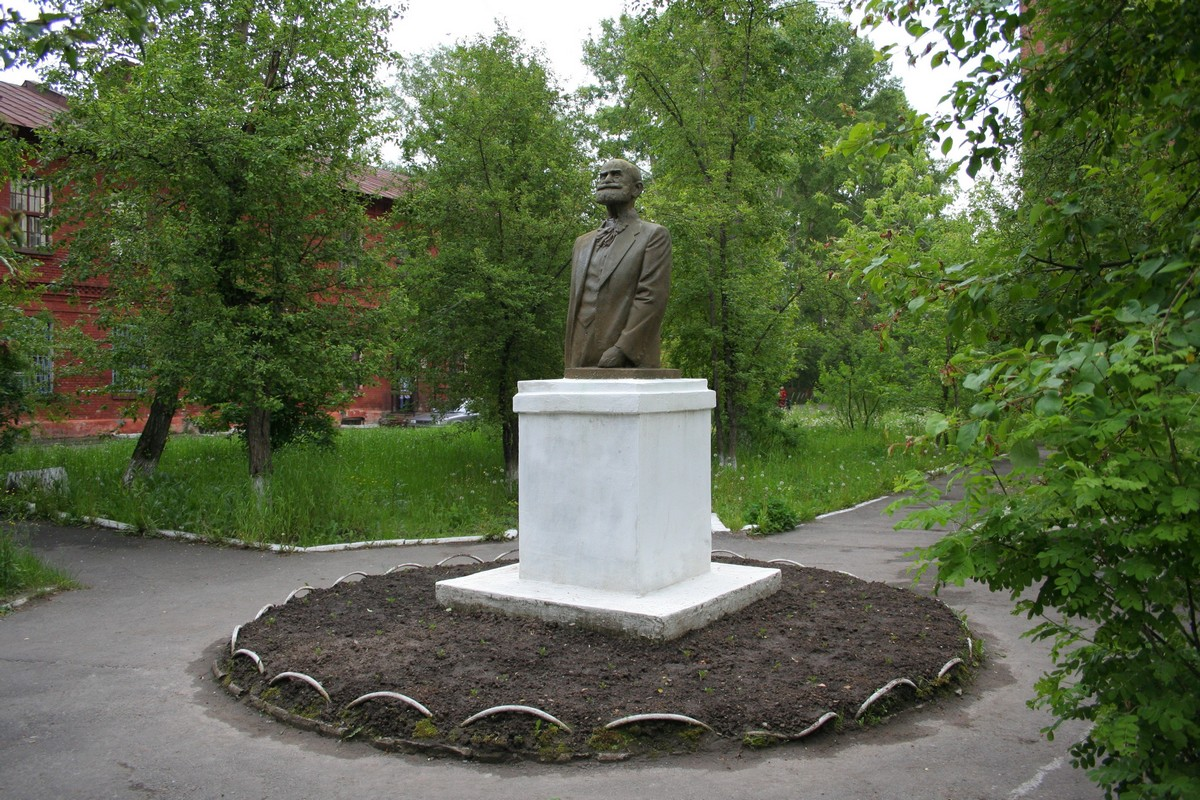
Памятник академику И. П. Павлову на территории Томской психиатрической больницы
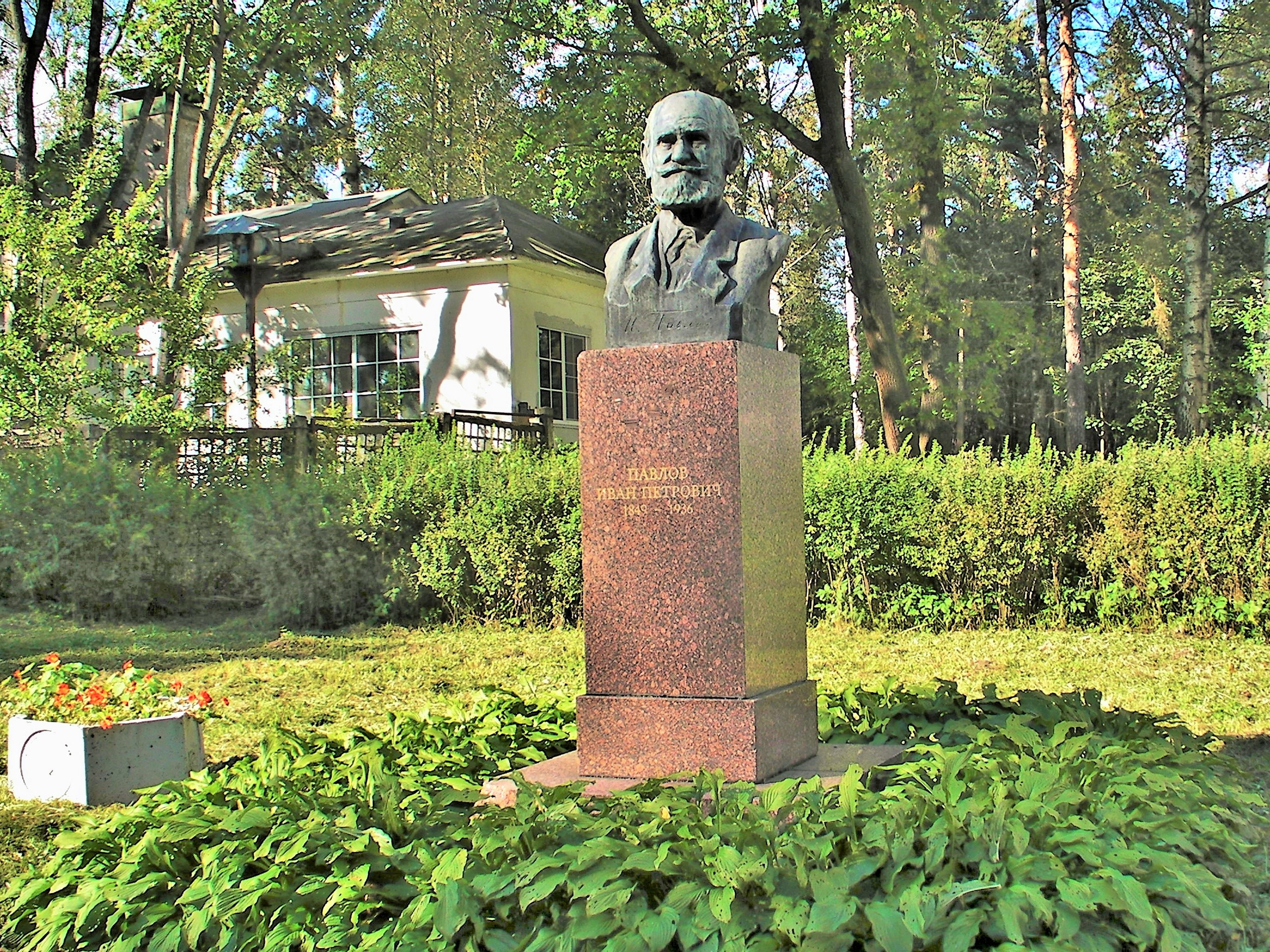
Бюст в научном городке академика И. П. Павлова (с. Павлово, Лен. обл.)
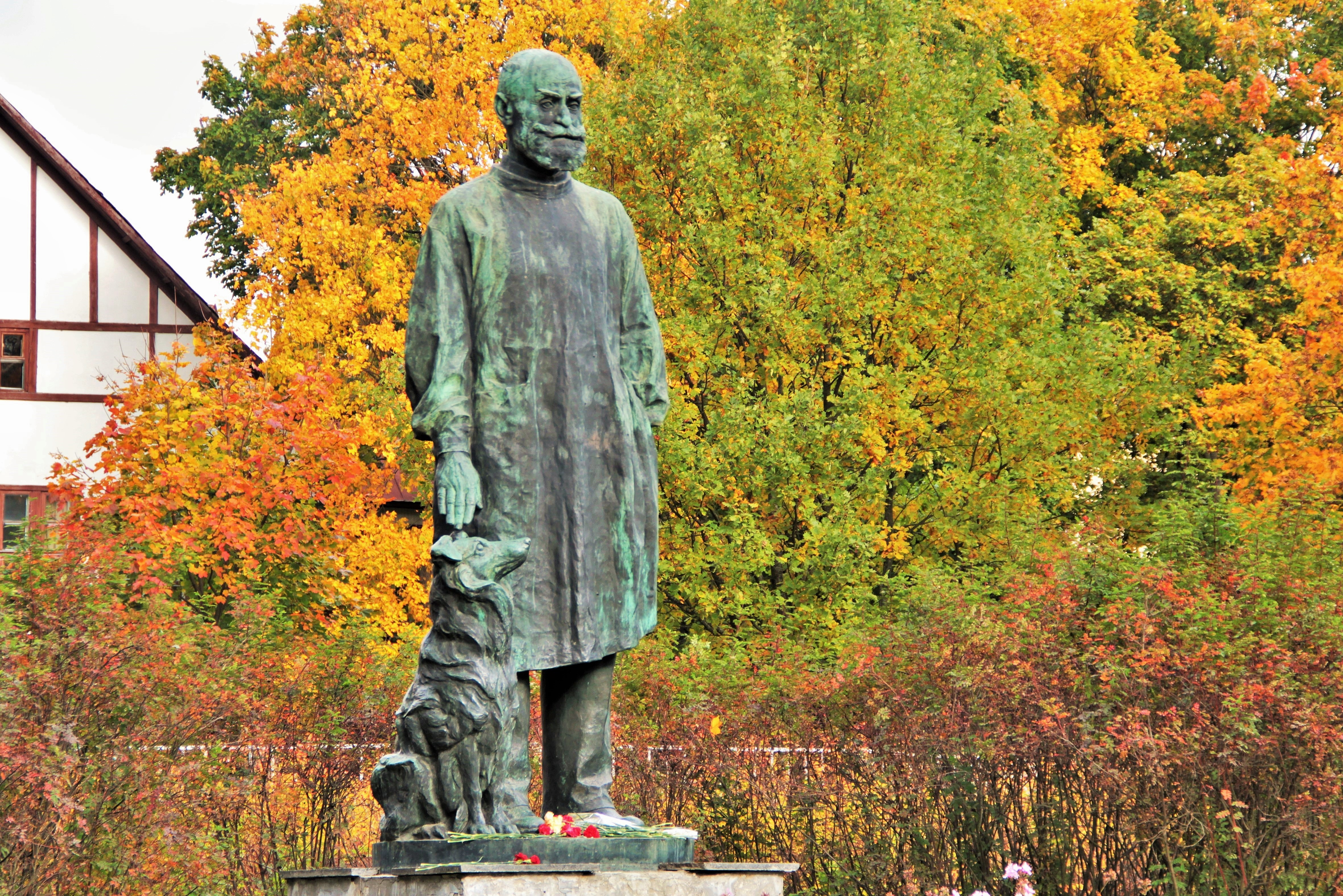
Памятник в научном городке академика И.П.Павлова
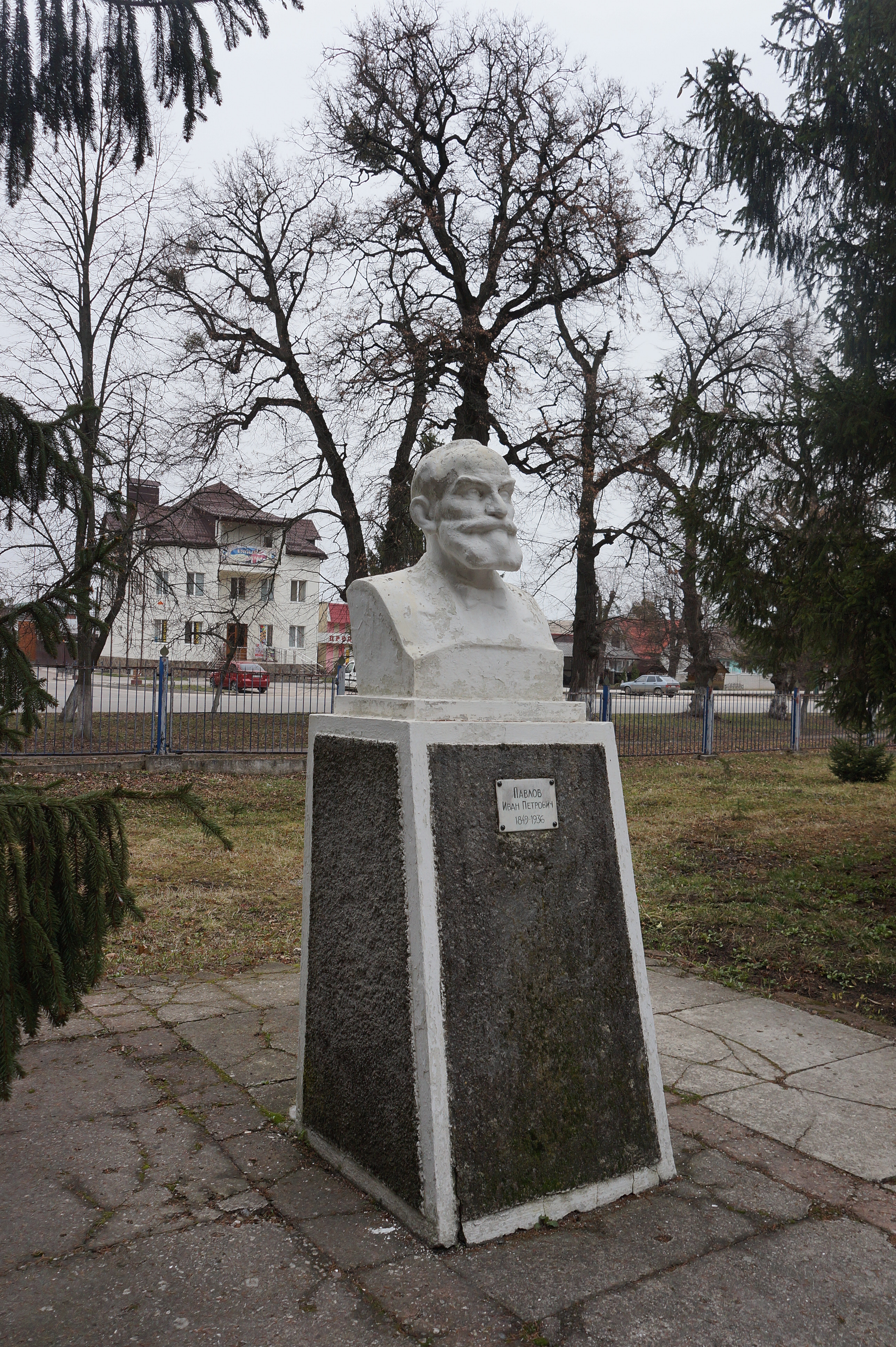
Памятник-бюст в Хмельнике
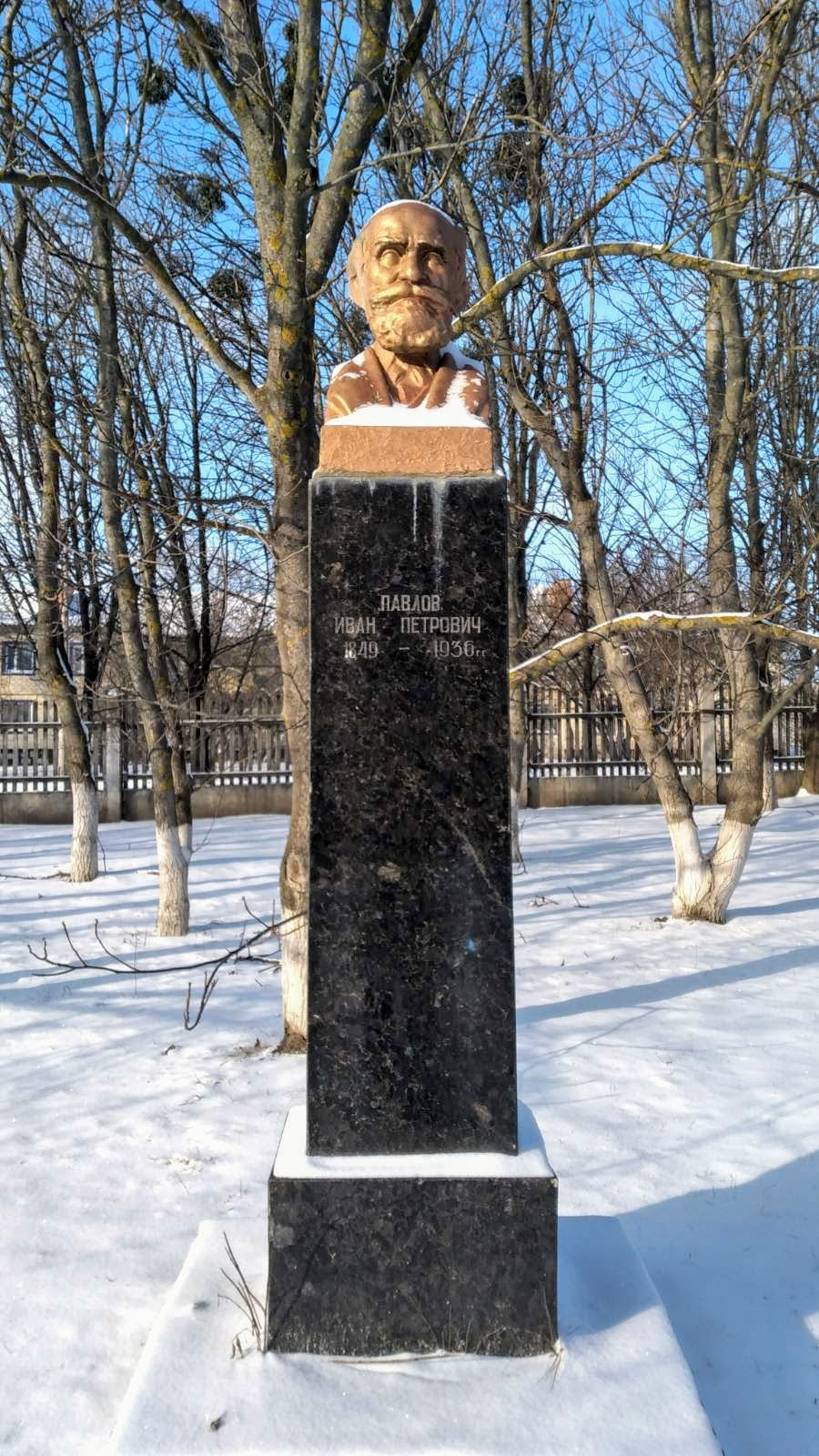
Памятник-бюст в Чернухах
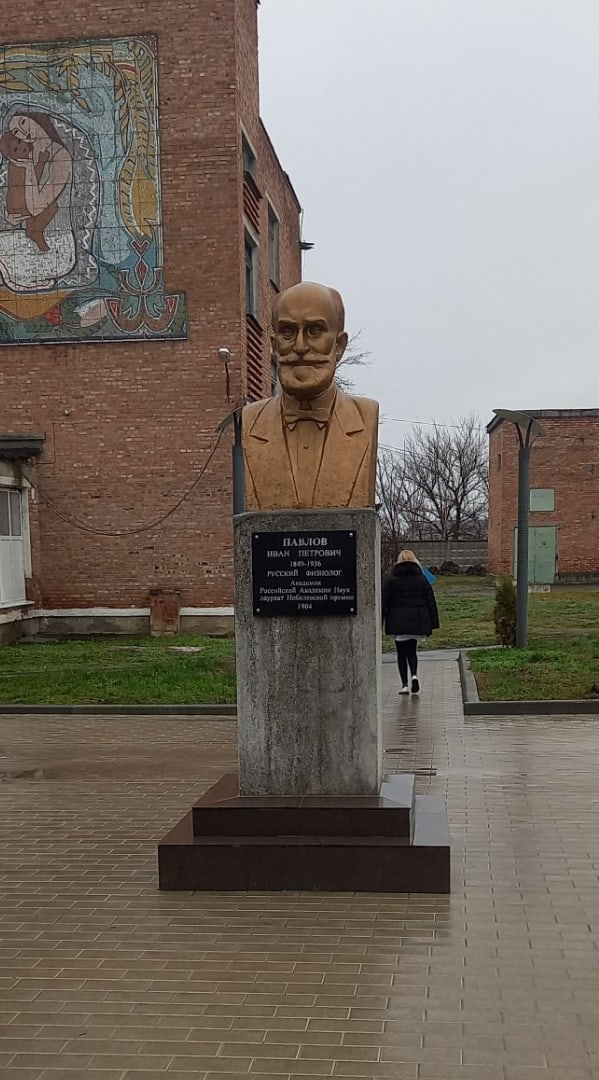
Памятник в городе Прохладный

### В филателии

Почтовые марки СССР и России
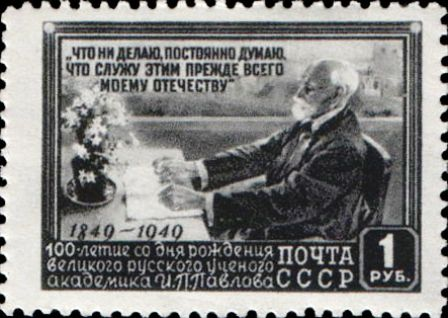
СССР, 1949 год. Портрет И. П. Павлова по картине Михаила Нестерова (1935 год) (чёрная)
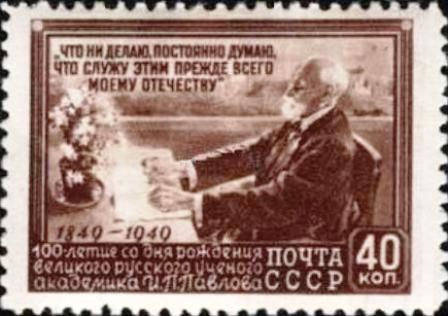
СССР, 1949 год. Портрет И. П. Павлова по картине Михаила Нестерова (1935 год) (коричневая)
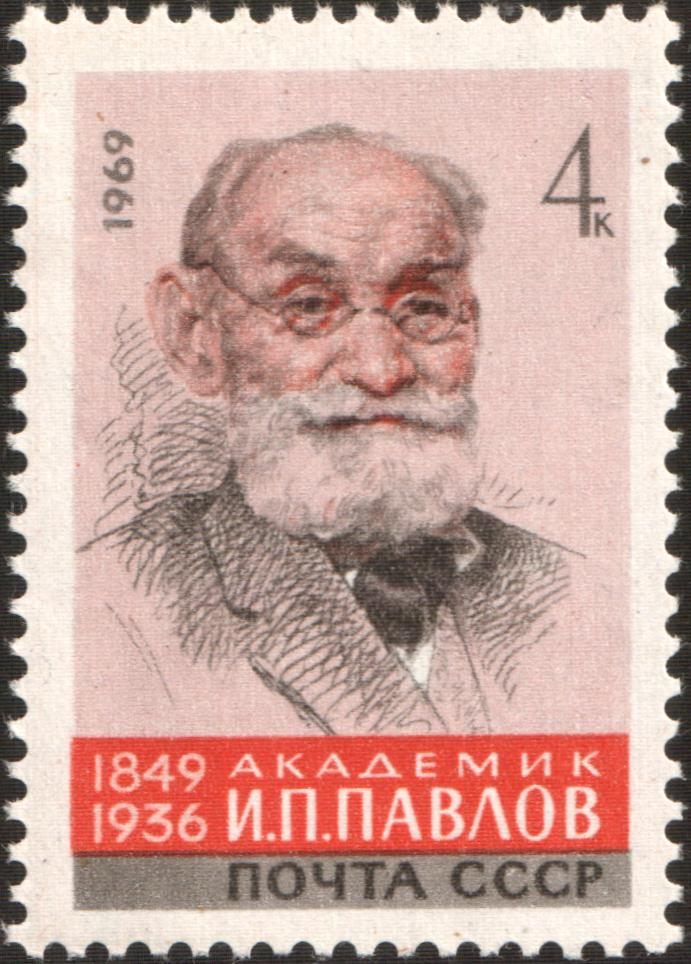
СССР, 1969 год. 120 лет со дня рождения
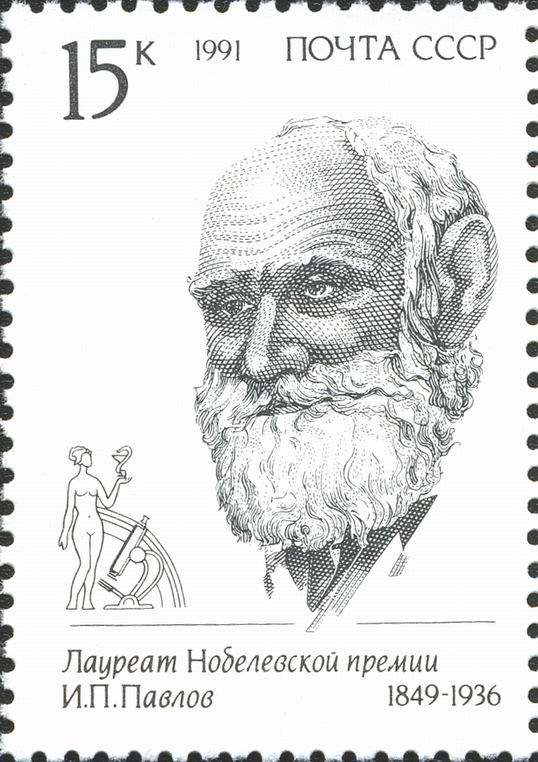
СССР, Лауреат Нобелевской премии, 1991 год, 15 копеек (ЦФА 6321, Скотт 5999)
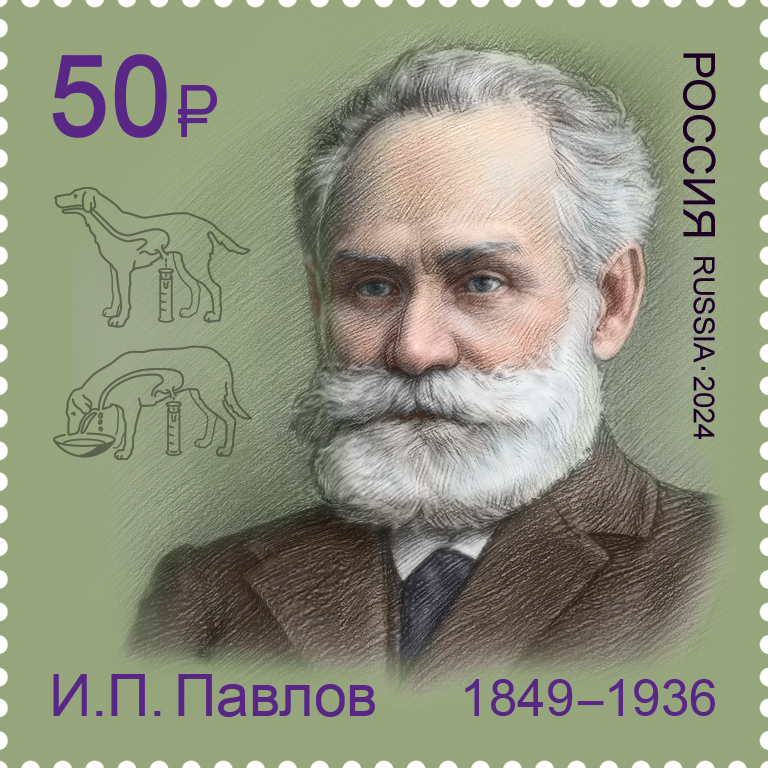
Россия, 2024 год. Серия «Лауреаты Нобелевской премии»

### В кинематографе
- 1949 год — «Академик Иван Павлов».
- 1984 год — «Иван Павлов. Поиски истины» (режиссёры Карен Геворкян и Владимир Македонский).
- 1995 год — «Физиология русской жизни» (режиссёр Игорь Алимпиев).